# Ludwig Eduard Theodor Loesener
Ludwig Eduard Theodor Loesener, född den 23 november 1865, död den 2 juni 1941, var en tysk botaniker som samlade i Europa, bland annat Amrum, Alperna, Schwarzwald, Bayern, Tyrolen och Rügen.
Auktorsnamnet Loes. kan användas för Ludwig Eduard Theodor Loesener i samband med ett vetenskapligt namn inom botaniken; se Wikipediaartiklar som länkar till auktorsnamnet.